# Rendorp

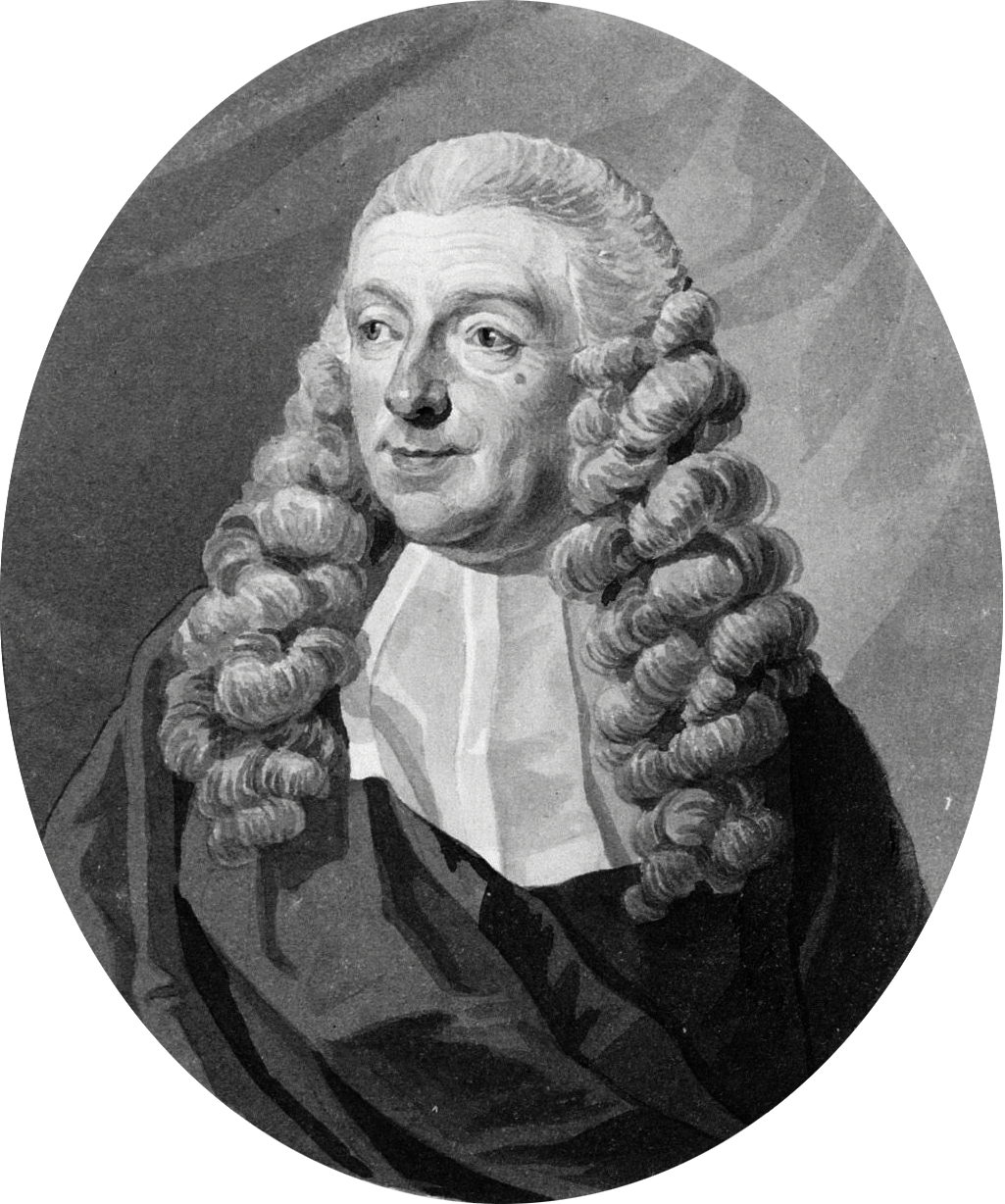
Joachim Rendorp (1728-1792)

Rendorp (ook: Rendorp van Marquette) is een oorspronkelijk Duits geslacht waarvan leden sinds 1815 tot de Nederlandse adel behoren.

## Geschiedenis

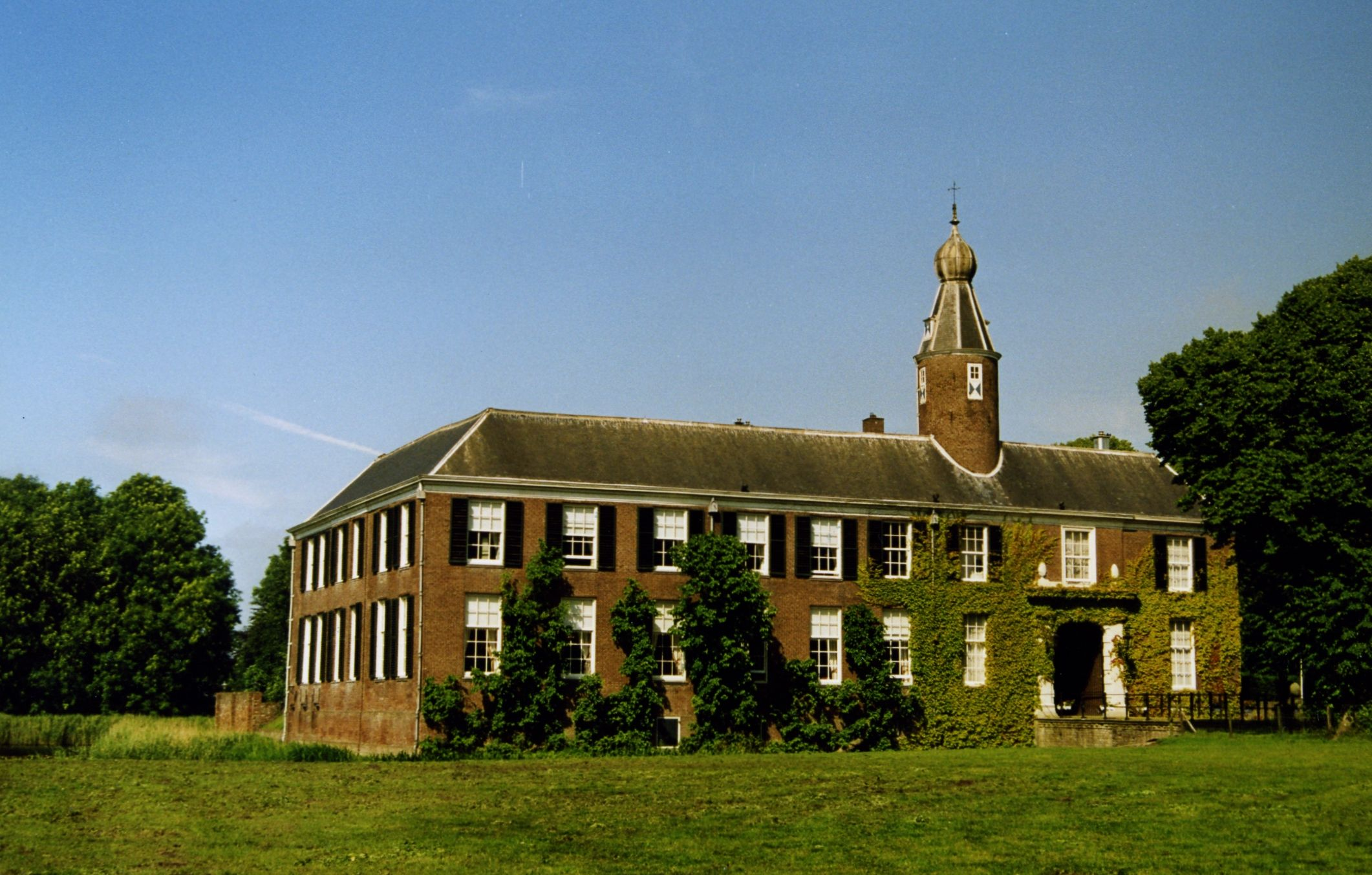
Kasteel Marquette (2010)

De stamreeks begint met Herman Hansz. Rendtorff wiens in Lüneburg omstreeks 1535 geboren zoon Joachim Hermansz. Rendorp in 1578 poorter van Alkmaar werd, zich vervolgens in Amsterdam als koopman en zeepzieder vestigde en daar in 1593 werd begraven. Een nazaat, mr. Joachim (1671-1730), kocht in 1717 kasteel Marquette dat tot in de 20e eeuw in de familie zou blijven. Van 16 september 1815 tot 2 april 1914 werden leden van het geslacht in de adel verheven.

## Enkele telgen
mr. Joachim Rendorp, vrijheer van Marquette (1671-1730), brouwer, commissaris van de hop en kapitein van de burgerij van Amsterdam
- mr. Pieter Rendorp, vrijheer van Marquette (1703-1760), raad, schepen en burgemeester van Amsterdam
  - mr. Joachim Rendorp, vrijheer van Marquette en Meeresteyn (1728-1792), schepen en burgemeester van Amsterdam
    - jhr. mr. Willem Rendorp, heer van Marquette (1769-1827), lid raad en wethouder van Amsterdam
      - jkvr. Johanna Barbara Rendorp (1794-1883); trouwde in 1815 met Theodorus Pieter baron de Smeth, heer van  Alphen en Rietveld (1789-1843), ritmeester
      - jhr. Jacob (Hendrik) van Rendorp van Marquette (1795-1879), 1e luitenant, ridder Militaire Willems-Orde, burgemeester van Heemskerk
        - jkvr. Jacoba Margaretha Maria Rendorp van Marquette, vrouwe van Wijk aan Duin en Zee (1826-1909); trouwde in 1879 met mr. Willem Jan baron d'Ablaing van Giessenburg (1812-1892), secretaris van de Hoge Raad van Adel en lid van de familie D'Ablaing
        - jkvr. Paulina Johanna Rendorp, vrouwe van Heemskerk en Marquette (1829-1909); trouwde in 1855 jhr. Jan Hugo Gevers (1829-1891), lid van de familie Gevers, waarna het Huis Marquette overging in de familie Gevers
        - jkvr. Wilhelmina Jacoba Rendorp van Marquette (1832-1909); trouwde in 1854 met mr. Jan Jacobus Henricus van Reenen, heer van Bergen (1821-1883), lid gemeenteraad en wethouder van Bergen, lid van de familie Van Reenen

  - Pieter Nicolaas Rendorp (1732-1773), brouwer
    - mr. Pieter Rendorp (1759-1814), secretaris van Amsterdam; trouwde in 1798 Catharina Quirina van Sypesteyn (1760-1816), lid van de familie Van Sypesteyn
      - jhr. mr. Pieter Nicolaas Rendorp (1785-1835), raad van Haarlem, majoor, ridder Militaire Willems-Orde; trouwde in 1817 met Catharina Druyvesteyn (1792-1824), lid van de familie Druyvesteyn

  - Bregitta Johanna Rendorp (1689–1734), getrouwd met Mr. Wigbolt Slicher Jr. (1692-1722) eigenaar Huis te Manpad in Heemstede,  lid van de familie Slicher; op 28 november 1723 getrouwd met Jan Reaal (1685-1740)